# Ivo Pesaresi
Ivo Pesaresi (Rimini, 21 aprile 1924 – 2019) è stato un calciatore italiano, di ruolo difensore.

## Carriera
Debutta in Serie C nel 1941 con il Rimini, dove si ferma per due stagioni con un totale di 52 presenze ed un gol. In seguito disputa il Campionato Alta Italia 1944 con il Forlimpopoli.
Nel dopoguerra esordisce in Serie B con la SPAL, disputando due campionati cadetti. Nel 1949 milita per un altro anno in cadetteria con la maglia della Reggiana, prima di tornare in Serie C dove gioca per una stagione con il Benevento e due stagioni con l'Empoli. La sua carriera la conclude nel Trapani Calcio nel 1958.